# Rystad Energy
Rystad Energy AS је консултантска фирма за истраживање енергетике са седиштем у Ослу. Највећа је независна консултантска фирма у области енергетике у Норвешкој и водећа светска фирма за анализу нафтне индустрије. Углавном пружа анализе нафте и гаса, али се удео обновљивих извора енергије и анализа емисије угљеника континуирано повећава. Главно тржиште је Њујорк. Његове клијенте такође чине и институције као што су ОПЕК, Међународна агенција за енергетику и Светска банка.
Основан је 2004. године од стране Јаранда Ристада, норвешког физичара и раније консултантског партнера фирме McKinsey. Специјализован је за анализу глобалних енергетских питања и поседује једину свеобухватну базу података о производњи, инжењерингу и финансирању свих нафтних и гасних поља и налазишта у свету. Такође је развио сличне базе података за широк спектар сегмената у оквиру производње фосилних и обновљивих извора енергије и сродне енергетске опреме и сектора услуга.
У је власништву оснивача и генералног директора Јаранда Ристада са мањинским уделима у власништву вишег особља фирме. Financial Times је описао Ристада као „једног од најцитиранијих аналитичара у нафтној индустрији”.